# Ale (comune)
Ale è un comune svedese di 27 496 abitanti, situato nella contea di Västra Götaland. Il suo capoluogo è la città di Nödinge-Nol.

## Località
Nel territorio comunale sono comprese le seguenti aree urbane (tätort):
| # | Località    | Popolazione |
| - | ----------- | ----------- |
| 1 | Nödinge-Nol | 8 800       |
| 2 | Surte       | 5 400       |
| 3 | Älvängen    | 3 700       |
| 4 | Skepplanda  | 1 900       |
| 5 | Alvhem      | 223         |

È presente nel territorio comunale un distretto industriale chiamato Alafors.

## Amministrazione

### Gemellaggi
- Bertinoro
- Kaufungen
- Ruukki